# Torneutes pallidipennis
Torneutes pallidipennis är en skalbaggsart som beskrevs av Gottfried Christian Reich 1837. Torneutes pallidipennis ingår i släktet Torneutes och familjen långhorningar.
Artens utbredningsområde är:
- Paraguay.
- Uruguay.

Inga underarter finns listade i Catalogue of Life.